# 金澤正剛
金澤 正剛（かなざわ まさかた、1934年 - ）は、日本の音楽学者、音楽史研究者、国際基督教大学名誉教授。ルネサンス音楽史を専攻としているが、中世西洋音楽や、古楽全般についての著作もある。

## 経歴
1957年に国際基督教大学教養学部人文科学科音楽専攻を卒業した後、渡米。ハーバード大学大学院で音楽学を学び、1966年に博士課程を修了した。その間、1963年からハーバード大学音楽学部助手となり、1964年からはハーバード大学カークランド学寮音楽専攻指導教官も兼ね、いずれも1966年まで務めた。
以降、国際基督教大学などで非常勤講師として教鞭を執るかたわら、フィレンツェのハーバード大学イタリアルネサンス研究所、アンティオーク大学、アールハム大学などで研究に従事した。1980年には、イザベル・ポープ (Isabel Pope) と共編著『The Musical Manuscript Montecassino 871（モンテ・カシノ音楽手写本第 871号）』（1979年）が、ASCAP賞を受賞した。
1982年に国際基督教大学教授となり、同大学では宗教音楽センター所長を務めた。2004年に定年退職し、名誉教授となった。この間、著書『古楽のすすめ』で、1998年度日本ミュージック・ペン・クラブ大賞を受賞した。
学会関係では、国際音楽学会日本代表理事、国際音楽文献委員会日本国内委員会委員長、日本オルガン研究会会長、国際音楽資料情報協会日本支部長などを歴任した。

## おもな著書

### 単著
- 古楽のすすめ、音楽之友社（音楽選書）1998年
  - 新版 古楽のすすめ、音楽之友社（オルフェ・ライブラリー）2010年
- 中世音楽の精神史：グレゴリオ聖歌からルネサンス音楽へ、講談社（選書メチエ）、1998年
  - 中世音楽の精神史：グレゴリオ聖歌からルネサンス音楽へ、河出書房新社（河出文庫）、2015年
- キリスト教音楽の歴史：初代教会からJ.S.バッハまで、日本キリスト教団出版局、2001年
- キリスト教と音楽：ヨーロッパ音楽の源流をたずねて、音楽之友社、2007年
- ヨーロッパ音楽の歴史、音楽之友社、2020年

### 翻訳
- エマニュエル・ヴィンターニッツ 著、音楽家レオナルド・ダ・ヴィンチ、音楽之友社、1985年
- トマス・マロッコ 著（金沢正剛・山田久美子 共訳）、ストラディヴァリウス：ある名器の一生、音楽之友社、1992年

このほか、監修、日本語版監修、監訳にあたった事典、翻訳などがある。